# Cocconotus cerdai
Cocconotus cerdai är en insektsart som beskrevs av Kevan, D.K.M. 1989. Cocconotus cerdai ingår i släktet Cocconotus och familjen vårtbitare. Inga underarter finns listade i Catalogue of Life.